# Brachygalba salmoni
Brachygalba salmoni е вид птица от семейство Galbulidae.

## Разпространение
Видът е разпространен в Колумбия и Панама.